# Osbert de Rozario
Osbert John de Rozario (ur. 25 czerwca 1924, zm. 28 lutego 2022) – singapurski hokeista na trawie, olimpijczyk.
Uczestnik Letnich Igrzysk Olimpijskich 1956, grał w polu na prawej stronie boiska. Reprezentował Singapur we wszystkich sześciu meczach. Jedynego gola strzelił w wygranym 5-0 meczu z Afganistanem. Jego reprezentacja zajęła finalnie ósme miejsce w stawce 12 zespołów.